# Pterygophyllum jungermannioides
Pterygophyllum jungermannioides är en bladmossart som beskrevs av Bridel 1819 [1818. Pterygophyllum jungermannioides ingår i släktet Pterygophyllum och familjen Hookeriaceae. Inga underarter finns listade i Catalogue of Life.